# Partido Liberal Demócrata de Chile
Partido Liberal Demócrata de Chile (PLD) fue un partido político chileno que tuvo existencia legal entre 1988 y 1989 bajo el estado de "en formación".
Su símbolo era un círculo en cuya parte superior llevaba impreso en letras doradas destacadas "Partido Liberal Demócrata" y en la parte inferior en letras del mismo color y dimensiones "Libertad es progreso". En el centro, con un fondo blanco, estaba la sigla del partido (PLD).

## Historia
Nació como una facción del Partido Liberal que criticaba la actitud opositora del mismo a la dictadura militar, así como su fusión con el también disidente Partido Republicano en la Unión Liberal-Republicana. Adoptó originalmente el nombre de Partido Liberal Auténtico, para luego pasar a denominarse Partido Liberal de Chile y finalmente cambió su nombre a Partido Liberal Demócrata. Fue constituido oficialmente el 7 de julio de 1988.
Apoyó la opción «Sí» —que buscaba la continuidad de la dictadura militar de Augusto Pinochet— en el plebiscito del 5 de octubre de 1988. El 24 de octubre de 1988 fundó la Alianza Unitaria Nacional (AUN) junto a Avanzada Nacional, el Partido del Sur, el Partido Socialdemócrata, el Gran Frente Cívico de Chile, el Movimiento Independiente de Centro y Mujeres Independientes de Chile; dos días después formó junto al Partido Nacional por el Sí, la Democracia Radical, el Partido Socialdemócrata, Avanzada Nacional, el Partido Democrático de Chile, el Centro Democrático Libre, los Comités Cívicos, el Gran Frente Cívico de Chile, el Movimiento de Independientes de Centro, el Frente Nacional de Profesionales e Intelectuales, y el Movimiento de Unidad Social Cristiana, la Confederación Democrática (CODE), de muy corta existencia y que desapareció en 1989 durante las negociaciones para las candidaturas parlamentarias de dicho año.
Fue disuelto por el Servicio Electoral el 14 de febrero de 1989, por no cumplir con los requisitos legales y gran parte de sus militantes se unieron a Renovación Nacional (RN).[cita requerida]